# تم بی‌بی لچک
تم بی بی لچک مربوط به سده‌های میانه دوران‌های تاریخی پس از اسلام است و در شهرستان جیرفت، بخش مرکزی، روستای فردوس واقع شده و این اثر در تاریخ ۱۱ دی ۱۳۸۰ با شمارهٔ ثبت ۴۵۸۳ به‌عنوان یکی از آثار ملی ایران به ثبت رسیده‌است.